# I Don't Like It, I Love It
"I Don't Like It, I Love It" is een single van de Amerikaanse rapper Flo Rida samen met zanger Robin Thicke en de bassist van Earth, Wind & Fire, Verdine White voor Flo Rida's EP My House. De single kwam uit op 31 maart 2015 als de derde promotie-single van de EP. Later werd de single opnieuw uitgebracht, maar dan als officiële tweede single op 19 juni 2015 in Ierland, en twee dagen later in Engeland.

## Tracklijst
| Nr. | Titel                                                          | Duur |
| --- | -------------------------------------------------------------- | ---- |
| 1.  | I Don't Like It, I Love It (met Robin Thicke en Verdine White) | 3:43 |

## Hitnoteringen

### Nederlandse Top 40
| Hitnotering: 02-05-2015 t/m 22-08-2015 | Hitnotering: 02-05-2015 t/m 22-08-2015 | Hitnotering: 02-05-2015 t/m 22-08-2015 | Hitnotering: 02-05-2015 t/m 22-08-2015 | Hitnotering: 02-05-2015 t/m 22-08-2015 | Hitnotering: 02-05-2015 t/m 22-08-2015 | Hitnotering: 02-05-2015 t/m 22-08-2015 | Hitnotering: 02-05-2015 t/m 22-08-2015 | Hitnotering: 02-05-2015 t/m 22-08-2015 | Hitnotering: 02-05-2015 t/m 22-08-2015 | Hitnotering: 02-05-2015 t/m 22-08-2015 | Hitnotering: 02-05-2015 t/m 22-08-2015 | Hitnotering: 02-05-2015 t/m 22-08-2015 | Hitnotering: 02-05-2015 t/m 22-08-2015 | Hitnotering: 02-05-2015 t/m 22-08-2015 | Hitnotering: 02-05-2015 t/m 22-08-2015 | Hitnotering: 02-05-2015 t/m 22-08-2015 | Hitnotering: 02-05-2015 t/m 22-08-2015 | Hitnotering: 02-05-2015 t/m 22-08-2015 |
| Week:                                  | 1                                      | 2                                      | 3                                      | 4                                      | 5                                      | 6                                      | 7                                      | 8                                      | 9                                      | 10                                     | 11                                     | 12                                     | 13                                     | 14                                     | 15                                     | 16                                     | 17                                     |                                        |
| -------------------------------------- | -------------------------------------- | -------------------------------------- | -------------------------------------- | -------------------------------------- | -------------------------------------- | -------------------------------------- | -------------------------------------- | -------------------------------------- | -------------------------------------- | -------------------------------------- | -------------------------------------- | -------------------------------------- | -------------------------------------- | -------------------------------------- | -------------------------------------- | -------------------------------------- | -------------------------------------- | -------------------------------------- |
| Positie:                               | 32                                     | 31                                     | 25                                     | 20                                     | 18                                     | 22                                     | 22                                     | 28                                     | 29                                     | 32                                     | 32                                     | 34                                     | 36                                     | 33                                     | 35                                     | 37                                     | 40                                     | uit                                    |

### NederlandseSingle Top 100
| Hitnotering: 25-04-2015 t/m 07-11-2015 | Hitnotering: 25-04-2015 t/m 07-11-2015 | Hitnotering: 25-04-2015 t/m 07-11-2015 | Hitnotering: 25-04-2015 t/m 07-11-2015 | Hitnotering: 25-04-2015 t/m 07-11-2015 | Hitnotering: 25-04-2015 t/m 07-11-2015 | Hitnotering: 25-04-2015 t/m 07-11-2015 | Hitnotering: 25-04-2015 t/m 07-11-2015 | Hitnotering: 25-04-2015 t/m 07-11-2015 | Hitnotering: 25-04-2015 t/m 07-11-2015 | Hitnotering: 25-04-2015 t/m 07-11-2015 | Hitnotering: 25-04-2015 t/m 07-11-2015 | Hitnotering: 25-04-2015 t/m 07-11-2015 | Hitnotering: 25-04-2015 t/m 07-11-2015 | Hitnotering: 25-04-2015 t/m 07-11-2015 | Hitnotering: 25-04-2015 t/m 07-11-2015 | Hitnotering: 25-04-2015 t/m 07-11-2015 | Hitnotering: 25-04-2015 t/m 07-11-2015 | Hitnotering: 25-04-2015 t/m 07-11-2015 | Hitnotering: 25-04-2015 t/m 07-11-2015 | Hitnotering: 25-04-2015 t/m 07-11-2015 | Hitnotering: 25-04-2015 t/m 07-11-2015 | Hitnotering: 25-04-2015 t/m 07-11-2015 | Hitnotering: 25-04-2015 t/m 07-11-2015 | Hitnotering: 25-04-2015 t/m 07-11-2015 | Hitnotering: 25-04-2015 t/m 07-11-2015 | Hitnotering: 25-04-2015 t/m 07-11-2015 | Hitnotering: 25-04-2015 t/m 07-11-2015 | Hitnotering: 25-04-2015 t/m 07-11-2015 | Hitnotering: 25-04-2015 t/m 07-11-2015 | Hitnotering: 25-04-2015 t/m 07-11-2015 |
| Week:                                  | 1                                      | 2                                      | 3                                      | 4                                      | 5                                      | 6                                      | 7                                      | 8                                      | 9                                      | 10                                     | 11                                     | 12                                     | 13                                     | 14                                     | 15                                     | 16                                     | 17                                     | 18                                     | 19                                     | 20                                     | 21                                     | 22                                     | 23                                     | 24                                     | 25                                     | 26                                     | 27                                     | 28                                     | 29                                     |                                        |
| -------------------------------------- | -------------------------------------- | -------------------------------------- | -------------------------------------- | -------------------------------------- | -------------------------------------- | -------------------------------------- | -------------------------------------- | -------------------------------------- | -------------------------------------- | -------------------------------------- | -------------------------------------- | -------------------------------------- | -------------------------------------- | -------------------------------------- | -------------------------------------- | -------------------------------------- | -------------------------------------- | -------------------------------------- | -------------------------------------- | -------------------------------------- | -------------------------------------- | -------------------------------------- | -------------------------------------- | -------------------------------------- | -------------------------------------- | -------------------------------------- | -------------------------------------- | -------------------------------------- | -------------------------------------- | -------------------------------------- |
| Positie:                               | 97                                     | 65                                     | 52                                     | 32                                     | 28                                     | 29                                     | 32                                     | 33                                     | 29                                     | 27                                     | 25                                     | 20                                     | 21                                     | 19                                     | 19                                     | 23                                     | 24                                     | 24                                     | 27                                     | 27                                     | 32                                     | 39                                     | 44                                     | 44                                     | 48                                     | 49                                     | 59                                     | 82                                     | 99                                     | uit                                    |

### 3FM Mega Top 50
| Hitnotering: 02-05-2015 t/m 10-10-2015 | Hitnotering: 02-05-2015 t/m 10-10-2015 | Hitnotering: 02-05-2015 t/m 10-10-2015 | Hitnotering: 02-05-2015 t/m 10-10-2015 | Hitnotering: 02-05-2015 t/m 10-10-2015 | Hitnotering: 02-05-2015 t/m 10-10-2015 | Hitnotering: 02-05-2015 t/m 10-10-2015 | Hitnotering: 02-05-2015 t/m 10-10-2015 | Hitnotering: 02-05-2015 t/m 10-10-2015 | Hitnotering: 02-05-2015 t/m 10-10-2015 | Hitnotering: 02-05-2015 t/m 10-10-2015 | Hitnotering: 02-05-2015 t/m 10-10-2015 | Hitnotering: 02-05-2015 t/m 10-10-2015 | Hitnotering: 02-05-2015 t/m 10-10-2015 | Hitnotering: 02-05-2015 t/m 10-10-2015 | Hitnotering: 02-05-2015 t/m 10-10-2015 | Hitnotering: 02-05-2015 t/m 10-10-2015 | Hitnotering: 02-05-2015 t/m 10-10-2015 | Hitnotering: 02-05-2015 t/m 10-10-2015 | Hitnotering: 02-05-2015 t/m 10-10-2015 | Hitnotering: 02-05-2015 t/m 10-10-2015 | Hitnotering: 02-05-2015 t/m 10-10-2015 | Hitnotering: 02-05-2015 t/m 10-10-2015 | Hitnotering: 02-05-2015 t/m 10-10-2015 | Hitnotering: 02-05-2015 t/m 10-10-2015 | Hitnotering: 02-05-2015 t/m 10-10-2015 |
| Week:                                  | 1                                      | 2                                      | 3                                      | 4                                      | 5                                      | 6                                      | 7                                      | 8                                      | 9                                      | 10                                     | 11                                     | 12                                     | 13                                     | 14                                     | 15                                     | 16                                     | 17                                     | 18                                     | 19                                     | 20                                     | 21                                     | 22                                     | 23                                     | 24                                     |                                        |
| -------------------------------------- | -------------------------------------- | -------------------------------------- | -------------------------------------- | -------------------------------------- | -------------------------------------- | -------------------------------------- | -------------------------------------- | -------------------------------------- | -------------------------------------- | -------------------------------------- | -------------------------------------- | -------------------------------------- | -------------------------------------- | -------------------------------------- | -------------------------------------- | -------------------------------------- | -------------------------------------- | -------------------------------------- | -------------------------------------- | -------------------------------------- | -------------------------------------- | -------------------------------------- | -------------------------------------- | -------------------------------------- | -------------------------------------- |
| Positie:                               | 39                                     | 43                                     | 30                                     | 25                                     | 29                                     | 34                                     | 36                                     | 37                                     | 31                                     | 30                                     | 29                                     | 26                                     | 21                                     | 21                                     | 24                                     | 25                                     | 32                                     | 35                                     | 35                                     | 40                                     | 47                                     | 41                                     | 38                                     | 40                                     | uit                                    |

## Releasedata
| Land                | Releasedatum  | Formaat                         | Label                                        |
| ------------------- | ------------- | ------------------------------- | -------------------------------------------- |
| Europa              | 31 maart 2015 | Muziekdownload - promotiesingle | International Music Group, Poe Boy, Atlantic |
| Ierland             | 19 juni 2015  | Muziekdownload                  | International Music Group, Poe Boy, Atlantic |
| Verenigd Koninkrijk | 21 juni 2015  | Muziekdownload                  | International Music Group, Poe Boy, Atlantic |
| Italië              | 3 juli 2015   | Radio                           | International Music Group, Poe Boy, Atlantic |